# Беннс (Вірджинія)
Беннс (англ. Benns Church) — переписна місцевість (CDP) в США, в окрузі Айл-оф-Вайт штату Вірджинія. Населення — 1453 особи (2020).

## Географія
Беннс розташований за координатами 36°56′13″ пн. ш. 76°35′5″ зх. д. / 36.93694° пн. ш. 76.58472° зх. д. (36.936818, -76.584731).  За даними Бюро перепису населення США в 2010 році переписна місцевість мала площу 10,84 км², з яких 10,63 км² — суходіл та 0,21 км² — водойми.

## Демографія
Згідно з переписом 2010 року, у переписній місцевості мешкали 872 особи в 347 домогосподарствах у складі 239 родин. Густота населення становила 80 осіб/км².  Було 361 помешкання (33/км²).
Расовий склад населення:
| - 57,6 % — білих - 35,1 % — чорних або афроамериканців - 1,5 % — азіатів - 0,2 % — корінних американців - 2,3 % — осіб інших рас |

До двох чи більше рас належало 3,3 %. Частка іспаномовних становила 4,4 % від усіх жителів.
За віковим діапазоном населення розподілялося таким чином: 26,8 % — особи молодші 18 років, 61,0 % — особи у віці 18—64 років, 12,2 % — особи у віці 65 років та старші. Медіана віку мешканця становила 37,3 року. На 100 осіб жіночої статі у переписній місцевості припадало 87,1 чоловіків;  на 100 жінок у віці від 18 років та старших — 86,5 чоловіків також старших 18 років.
Середній дохід на одне домашнє господарство  становив 49 696 доларів США (медіана — 50 170), а середній дохід на одну сім'ю — 53 532 долари (медіана — 51 222). За межею бідності перебувало 6,4 % осіб, у тому числі 8,9 % дітей у віці до 18 років та 0,0 % осіб у віці 65 років та старших.
Цивільне працевлаштоване населення становило 262 особи. Основні галузі зайнятості: науковці, спеціалісти, менеджери — 21,4 %, освіта, охорона здоров'я та соціальна допомога — 19,8 %, виробництво — 19,1 %.